# Клири (Мисисипи)
Клири (енгл. Cleary) насељено је место без административног статуса у америчкој савезној држави Мисисипи.

## Демографија
По попису из 2010. године број становника је 1.544.
| Група             | 2000.    | 2010.         |
| Белци             | 0 (0,0%) | 1.439 (93,2%) |
| Афроамериканци    | 0 (0,0%) | 84 (5,4%)     |
| Азијати           | 0 (0,0%) | 2 (0,1%)      |
| Хиспаноамериканци | 0 (0,0%) | 12 (0,8%)     |
| Укупно            | 0        | 1.544         |